# Yttre Slipmesjön
Yttre Slipmesjön är en sjö i Arjeplogs kommun i Lappland och ingår i Skellefteälvens huvudavrinningsområde. Sjön har en area på 0,545 kvadratkilometer och ligger 419,9 meter över havet.

## Delavrinningsområde
Yttre Slipmesjön ingår i det delavrinningsområde (732192-158343) som SMHI kallar för Mynnar i Uddjaure. Medelhöjden är 478 meter över havet och ytan är 3,87 kvadratkilometer. Det finns ett avrinningsområde uppströms, och räknas det in blir den ackumulerade arean 13,53 kvadratkilometer. Vattendraget som avvattnar avrinningsområdet har biflödesordning 2, vilket innebär att vattnet flödar genom totalt 2 vattendrag innan det når havet efter 268 kilometer. Avrinningsområdet består mestadels av skog (57 procent) och sankmarker (25 procent). Avrinningsområdet har 0,55 kvadratkilometer vattenytor vilket ger det en sjöprocent på 14,3 procent.